# Carico del fango
Il carico del fango, o fattore di carico organico, è un parametro utilizzato nel dimensionamento degli elementi di un impianto di depurazione e si definisce come la quantità di sostanza organica biodegradabile giornalmente disponibile a una quantità unitaria di batteri:
{\displaystyle C_{f}={\frac {Q\cdot S_{0}}{V\cdot x}}}, dove:
- {\displaystyle C_{f}} carico del fango (1/giorno);
- {\displaystyle Q} portata (m³/giorno);
- {\displaystyle S_{0}} concentrazione in BOD in ingresso (kg/m³);
- {\displaystyle V} volume (m³);
- {\displaystyle x} concentrazione di biomassa in vasca d'aerazione (kg/m³).